# Єжи Ольшевський (невролог)
Єжи Ольшевський (пол. Jerzy Olszewski, 23 квітня 1913, Вільнюс — 13 лютого 1964) – польський і канадський невролог, невропатолог і невроанатом.

## Біографія
Єжи Ольшевський вивчав медицину в Університеті Стефана Баторія у Вільнюсі з 1931 року. 1936 року почав працювати в Інституті дослідження мозку у Вільнюсі, де мав можливість працювати разом з лікарем-психіатром проф. Максиміліаном Роуз. З 1937 р. навчався з Оскаром Фогтом у заснованій ним невропатології в Інституті дослідження мозку та загальної біології у Шварцвальді.
1948 року за запрошенням Вайлдера Грейвса Пенфілда поїхав до Канади й влаштувався на роботу в Монреальському неврологічному інституті. Там разом з Дональдом Бакстером він опублікував класичний атлас нейроанатомії стовбура головного мозку. На той час Ольшевський досліджував зв'язки між ретикулярною формацією, спинним мозком і середнім мозком. 1956 року він створив кафедру невропатології в новоствореній медичній школі університету в Саскачевані.
1957 року Ольшевському запропонували замінити Еріка А. Лінелла, який пішов на пенсію, на посаді директора кафедри невропатології в Університеті Торонто. Помер 13 лютого 1964 року від Гострого інфаркту міокарда. Ігор Клацо писав про нього спогади.

## Академічні досягнення
1963 року разом із Дж. К. Річардсонем і Дж. Стілем описав прогресивний супрануклеарний парез погляду, також відомий як синдром Стіла-Річардсона-Ольшевського.

## Вибрані твори
- The Thalamus of the Macaca mulata: an atlas for use with the stereotaxic instrument. S. Karger, 1952
- J. C. Richardson, J. Steele, J. Olszewski: Supranuclear ophthalmoplegia, pseudobulbar palsy, nuchal dystonia and dementia — a clinical report on eight cases of «heterogeneous system degeneration». Transactions of the American Neurological Association 88, ss. 25-29 (1963)
- J. Steele, J. C. Richardson, J. Olszewski: Progressive supranuclear palsy. Archives of Neurology, Chicago, 1964, 10: 333—359.
- Klaus Joachim Zülch, Alan B. Rothballer, Jerzy Olszewski: Brain tumors: their biology and pathology. Heinemann Medical, 1965 (2 ed)
- Lieselotte Gerhard, Jerzy Olszewski: Medulla Oblongata and Pons. Karger ISBN 3805506767